# The Trey o' Hearts
The Trey o' Hearts er en amerikansk stumfilm fra 1914 af Wilfred Lucas og Henry MacRae.

## Medvirkende
- Cleo Madison som Rose Trine / Judith Trine.
- George Larkin som Alan Law.
- Edward Sloman som Seneca Trine.
- Tom Walsh som Barcus.
- Ray Hanford som Marrophat.